# Ficktjuven (film, 1953)
Ficktjuven (eng. Pickup on South Street) är en amerikansk långfilm från 1953 i regi och manus av Samuel Fuller, med Richard Widmark, Jean Peters, Thelma Ritter och Murvyn Vye i rollerna. Filmen visades vid filmfestivalen i Venedig där den nominerades till Guldlejonet och Thelma Ritter blev Oscarsnominerad för bästa kvinnliga biroll.

## Handling
Skip McCoy (Richard Widmark) är en ficktjuv som snor Candys (Jean Peters) plånbok. Ingen av dem visste att plånboken innehöll topphemlig mikrofilm i ett kuvert som Candy levererade som en tjänst till sin f.d. pojkvän Joey (Richard Kiley). Joey arbetar nämligen åt ryssarna som spion.
Joeys spionerande har varit under utredning av FBI i flera månader och snart är alla inblandade parter på jakt efter Skip; både poliser, federala agenter och Joey. Candy försöker förföra Skip, men han är inte intresserad. När Skip får reda på värdet av mikrofilmen ignorerar han polisernas begäran om att få tillbaka filmen och erbjuder den istället till den som först kan leverera $25 0000.

## Rollista
| Richard Widmark | – Skip McCoy        |
| Jean Peters     | – Candy             |
| Thelma Ritter   | – Moe Williams      |
| Murvyn Vye      | – Captain Dan Tiger |
| Richard Kiley   | – Joey              |
| Willis Bouchey  | – Zara              |
| Milburn Stone   | – Detective Winoki  |

## Utmärkelser

### Nomineringar
- Oscars: Bästa kvinnliga biroll (Thelma Ritter)
- Guldlejonet: Samuel Fuller.

## Om filmen
Filmen döptes i Frankrike om till Porte de la Drouge (Droghamnen) och alla referenser till kommunister togs bort p.g.a den starka ställningen det franska kommunistiska partiet hade vid tiden.
En remake av filmen, The Cape Town Affair, gjordes 1967 i Sydafrika i regi av Robert D. Webb med Claire Trevor, James Brolin och Jacqueline Bisset i rollerna.